# Калиновка (Березнеговатский район)
Калиновка (укр. Калинівка) — село в Березнеговатском районе Николаевской области Украины.
Основано в 1891 году. Население по переписи 2001 года составляло 105 человек. Почтовый индекс — 56209. Телефонный код — 5168. Занимает площадь 0,255 км².

## История
В 1946 году указом ПВС УССР село Аркалаевка переименовано в Калиновку.

## Местный совет
56243, Николаевская обл., Березнеговатский р-н, с. Мураховка, ул. Ленина, 30